# Michal Schlegel
Michal Schlegel (Ústí nad Orlicí, 31 de maio de 1995) é um ciclista checo, membro da equipa Caja Rural-Seguros RGA.

## Palmarés
- 2019
  - 1 etapa do Tour de Alsacia

- 2021
  - Tour de Malopolska, mais 1 etapa
  - 1 etapa do Volta à Alta Áustria
  - Visegrad 4 Kerekparverseny

## Resultados em Grandes Voltas
Durante a sua carreira desportiva tem conseguido os seguintes postos nas Grandes Voltas.
| Corrida | Corrida         | 2015 | 2016 | 2017 | 2018 | 2019 | 2020 | 2021 | 2022 | 2023 |
| ------- | --------------- | ---- | ---- | ---- | ---- | ---- | ---- | ---- | ---- | ---- |
|         | Giro d'Italia   | —    | —    | —    | 45.º | —    | —    | —    | —    | —    |
|         | Tour de France  | —    | —    | —    | —    | —    | —    | —    | —    | —    |
|         | Volta a Espanha | —    | —    | —    | —    | —    | —    | —    | —    |      |

—: não participa

Ab.: abandono